# Aphelinus asychis
Aphelinus asychis es una avispa parasitoide originaria de Eurasia. Fue introducida en América del norte para controlar las poblaciones del pulgón Diuraphis noxia en cultivos de trigo.
Trabajos recientes parecen mostrar que la especie no forma un grupo monofilético y que su taxonomía debe ser revisada.